# ヴィルヘルム・フォン・プロイセン (1783-1851)
ヴィルヘルム・フォン・プロイセン（Wilhelm von Preußen, 1783年7月3日 - 1851年9月28日）は、プロイセン王国の王族・軍人。全名はフリードリヒ・ヴィルヘルム・カール（Friedrich Wilhelm Karl）。フリードリヒ・ヴィルヘルム2世の四男で、フリードリヒ・ヴィルヘルム3世の弟。

## 生涯
ヴィルヘルムは1783年7月3日にポツダムで、フリードリヒ・ヴィルヘルム2世（当時王太子）とその妃であったヘッセン＝ダルムシュタット方伯ルートヴィヒ9世の娘フリーデリケ（1751年 - 1805年）の間に第7子として生まれた。1799年から彼は近衛に仕官し、アウエルシュタットの戦いでは騎兵隊を指揮した。また、1808年のエアフルト会談（エアフルトで行なわれたナポレオン1世とアレクサンドル1世の会談）にはプロイセン代表として参加している。
1813年の解放戦争では、ヴィルヘルムはゲプハルト・レベレヒト・フォン・ブリュッヘルの司令部に入り、リュッツェンの戦いやライプツィヒの戦いではブリュッヘルの下で騎兵隊を指揮した。
ヴィルヘルムは1830年から1831年までライン州の総督を務めた。
ヴィルヘルムは1851年9月28日にベルリンで死去し、ベルリン大聖堂に葬られている。

## 子女
ヴィルヘルムは1804年1月12日にベルリンでヘッセン＝ホンブルク方伯フリードリヒ5世の娘で従妹（母親同士が姉妹）のマリアンネ（1785年 - 1846年）と結婚し、以下の4男4女をもうけた。
- フリーデリケ・ルイーゼ・カロリーネ・アマーリエ・ヴィルヘルミーネ（1805年 - 1806年）
- イレーネ（1806年）
- 子（1809年）
- フリードリヒ・タッシロ・ヴィルヘルム（1811年 - 1813年）
- ハインリヒ・ヴィルヘルム・アーダルベルト（1811年 - 1873年）
- フリードリヒ・ヴィルヘルム・タッシロ（1813年 - 1814年）
- マリー・エリーザベト・カロリーネ・ヴィクトリア（1815年 - 1885年） - ヘッセン大公子カール妃
- フリードリヒ・ヴィルヘルム・ヴァルデマール（1817年 - 1849年）
- マリー・フリーデリケ・フランツィスカ・ヘドヴィヒ（1825年 - 1889年） - バイエルン王マクシミリアン2世妃